# Consell comunal de Differdange
El consell comunal de Differdange (francès: Conseil communal de Differdange) és el consell local de la comuna de Differdange, al sud-oest de Luxemburg.
És constituït per dissett membres, elegits cada sis anys per representació proporcional. Les darreres eleccions foren el 9 d'octubre de 2005, resultant en la victòria del Partit Democràtic (PD). Al collège échevinal, el Partit Democràtic va formar una coalició amb Els Verds, sota el liderat per l'alcalde del partit PD Claude Meisch.
| Partit                    | Partit                                     | Escons | Consellers |
| ------------------------- | ------------------------------------------ | ------ | --- |
|                           | Partit Democràtic (PD)                     | 8      | Carlo Bernard, Eric Cillien, Jeannot Kremer, Jean Lorgé, Claude Meisch, Camille Mersch, Jean-Didier Munch, Christiane Saeul |
|                           | Partit Socialista dels Treballadors (LSPA) | 4      | François Anthony, Fred Bertinelli, Nadine Ewerling, Erny Muller                                                             |
|                           | Partit Popular Social Cristià (CSV)        | 3      | Robert Mangen, Pierrette Schambourg, Tom Ulveling                                                                           |
|                           | Els Verds                                  | 2      | Georges Liesch, Roberto Traversini                                                                                          |
| Font:Ville de Differdange |                                            |        | |